# Пренеро (Виченца)
Пренеро је насеље у Италији у округу Виченца, региону Венето.
Према процени из 2011. године у насељу је живело 2 становника. Насеље се налази на надморској висини од 790 m.